# DaDa
DaDa é o décimo quinto álbum de estúdio do cantor estadunidense Alice Cooper, lançado em 1983. DaDa seria o último álbum de Cooper até a sua volta à sobriedade em 1986, com o álbum Constrictor. Apesar do tema do álbum ser ambíguo, o assunto tratado através das letras sugere que o personagem principal em questão, Sonny, sofre de doenças mentais, resultando na criação de várias personalidades diferentes. O álbum faz fortes alusões ao movimento dadaísta: sua capa foi baseada numa pintura de Salvador Dalí intitulada "Mercado de escravos com o rosto de Voltaire desaparecendo". Produzido com Bob Ezrin, colaborador de longa-data de Cooper, na época foi sua primeira produção com o cantor em seis anos. DaDa foi gravado em ESP Studios em Buttonville, Ontario, Canada.
DaDa alcançou o número 93 no Reino Unido e falhou e conseguir entrar para o Top 200 da US Billboard. "I Love America" foi lançada como single somente no Reino Unido, após mais de um mês do lançamento do álbum.
O guitarrista e coescritor Dick Wagner revelou que Cooper teve uma recaída com o alcoolismo durante a gravação de DaDa, e insinuou que o álbum fora necessário para uma finalização de contrato, sendo que a Warner Bros. Records não ficou satisfeita com o trabalho e assim não se esforçou com a promoção do álbum. Porém, a Warner Bros. nunca negou ou confirmou isso. Este e outros detalhes, como a garçonete de coquetéis que inspirou "Scarlet and Sheba" estão em sua autobiografia Not Only Women Bleed.

Cooper já relatou que não lembra da gravação de DaDa, ou dos álbuns anteriores Special Forces e Zipper Catches Skin, devido ao abuso de substâncias. Cooper declarou: "Eu compus, gravei e fiz turnês e não lembro de nada disso", apesar de ter feito turnês somente para Special Forces. Em 1996 Cooper disse que DaDa foi o álbum mais assustador que já fizera, e que não tinha ideia de que se tratava. Não houve turnê alguma para promover DaDa, e nenhuma das músicas foi tocada ao vivo.
DaDa foi o último álbum de Cooper para o selo Warner Bros., e após seu lançamento ele teve um hiato de três anos da indústria da música.

## Participantes
- Alice Cooper – Vocais, arranjos
- Dick Wagner – Guitarra, baixo, vocais, arranjos, produtor associado
- Bob Ezrin – Produtor, engenheiro de som, arranjos, percussão, bateria, teclado, vocais, sintetizador
- Graham Shaw – OBX-8, Roland Jupiter, vocais
- Prakash John – Baixo
- Richard Kolinka – Baixo
- John Anderson – Bateria
- Karen Hendricks – Vocais adicionais
- Lisa DalBello – Vocais adicionais

## Influência
DaDa foi citado como a maior inspiração atrás do nascimento do grupo italiana de Dark/Shock Rock The Mugshots, a primeira banda europeia produzida por Dick Wagner, que também participa de "Love, Lust And Revenge". Esse EP contém o primeiro cover gravado de "Pass The Gun Around", um favorito dos The Mugshots em apresentações.